# Abronio Silón
Abronio Silón  fue un poeta latino de época augústea.

## Semblanza
Fue de probable origen hispano y discípulo de Marco Porcio Latrón. Fue autor de un poema cuyo asunto estaba tomado de la Ilíada del que solo han sobrevivido dos hexámetros citados por Marco Anneo Séneca.